# Pryteria alboatra
Pryteria alboatra är en fjärilsart som beskrevs av Rothschild 1909. Pryteria alboatra ingår i släktet Pryteria och familjen björnspinnare. Inga underarter finns listade i Catalogue of Life.